# Sân bay Ronneby
Sân bay Ronneby (Kallinge) (IATA: RNB, ICAO: ESDF) là một sân bay nằm cách Ronneby, Thụy Điển 4 km và cách Karlshamn 20 km, cách Karlskrona 50 km.
Sân bay Ronneby là sân bay lớn thứ 6 ở Götaland và lớn thứ 15 ở Thụy Điển. Năm 2005, sân bay Ronneby đã phục vụ 205.000 lượt khách.

## Các hãng hàng không và các tuyến điểm
- Blekingeflyg (Stockholm-Bromma, Gdańsk, Visby)
- Scandinavian Airlines (Stockholm-Arlanda)